# Klášter kapucínů v Roudnici nad Labem
Klášter kapucínů v Roudnici nad Labem je i s přidruženým kostelem sv. Václava chátrající barokní stavba z let 1615–1628 v areálu lobkovického zámku v Roudnici nad Labem v okrese Litoměřice v Ústeckém kraji.

## Historie

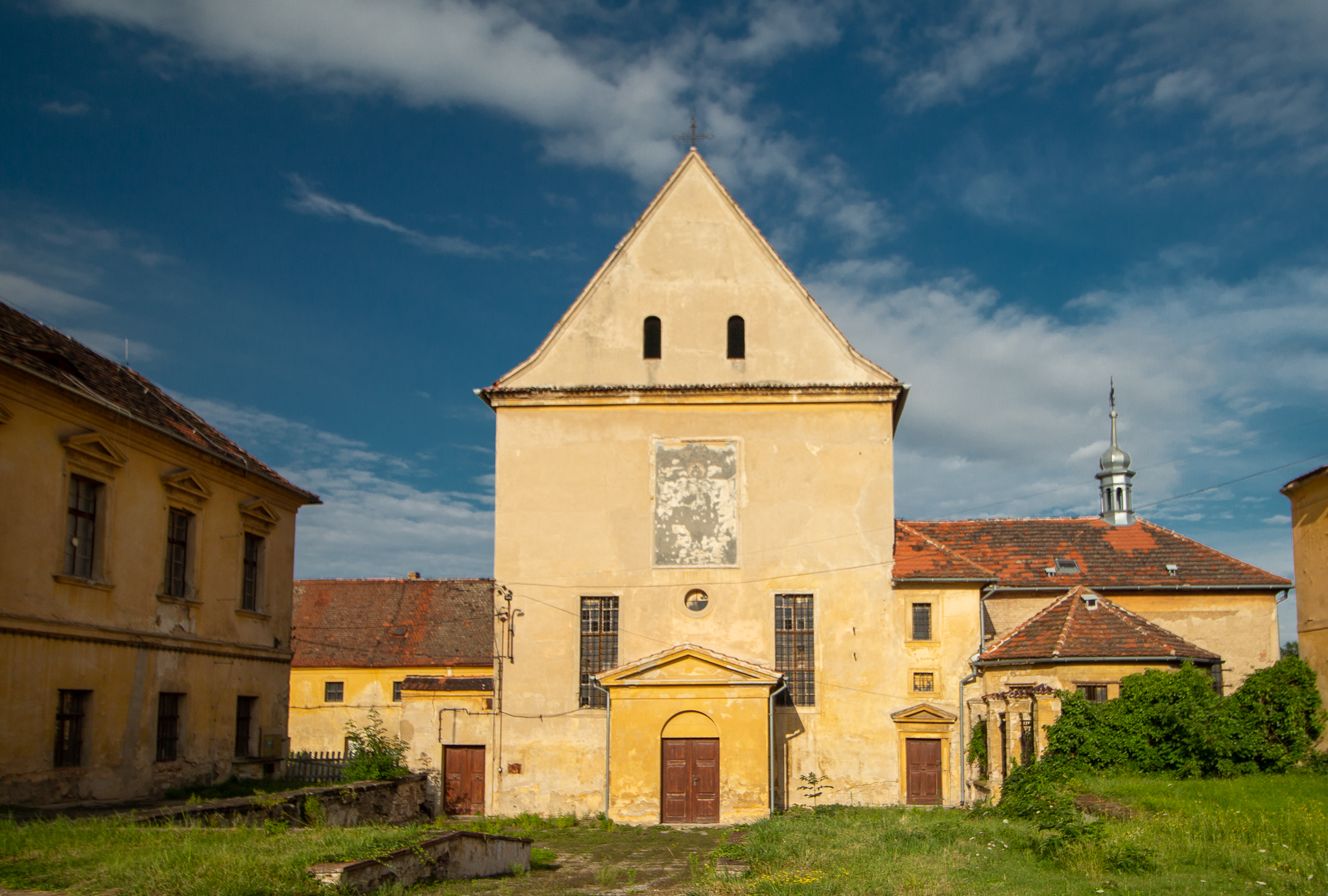
Klášterní kostel sv. Václava.

Kapucínský konvent v Roudnici byl založen v letech 1614–1615 jako druhý v Českém království a financován Polyxenou z Pernštejna a Zdenkem Vojtěchem Popelem z Lobkovic. Kvůli výstavbě navazující na zámecký areál bylo přesunuto židovské ghetto a kostel se po dokončení stal také rodovou hrobkou lobkovických knížat.
Pod správou Lobkoviců klášter zůstal až do roku 1948. O dva roky později byl zrušen a roku 1952 došlo i ke zrušení kostela. Objekt zabrala Československá armáda, která v něm setrvala až do 90. let 20. století. Po jejím odchodu zůstal poškozený objekt bez využití a chátrá.

## Ve filmu
V areálu zámku se natáčel film Na západní frontě klid (SRN, USA, UK, 2022, režie Edward Berger)